# 마르크 미유캉
마르크 미유캉(프랑스어: Marc Millecamps, 1950년 10월 9일, 베스트-플란데런 주 바레험 ~)은 벨기에의 전직 축구 선수로, 현역 시절 미드필더로 활약했다.

## 클럽 경력
현역 시절, 미유캉은 바레험에서 활약했는데, 1985-86 시즌에는 이탈리아의 밀란과의 3차전에서 승리해 준결승전까지 올라갔었다.

## 국가대표팀 경력
미유캉은 벨기에 국가대표팀 경기에 6번 출전했고, 유로 1980과 1982년 월드컵에 참가했다.

## 사생활
그의 동생 뤼크 미유캉도 전직 축구 선수였다.

## 수상

### 선수
바레험
- 벨기에 컵
  - 우승: 1973–74
  - 준우승: 1981–82
- 벨기에 슈퍼컵: 1982
- UEFA컵 4강: 1985–86[4]
- 투르누아 드 파리: 1985[5]

벨기에
- 유럽 선수권 대회 준우승: 1980[6]
- 벨기에 스포츠 공로상: 1980[7]